# Jonny Venters
Jonathan William Venters (né le 20 mars 1985 à Pikeville, Kentucky, États-Unis) est un lanceur de relève gaucher de baseball sous contrat avec les Rays de Tampa Bay. Il évolue en Ligue majeure avec les Braves d'Atlanta de 2010 à 2012 et compte une sélection au match des étoiles.

## Carrière

### Braves d'Atlanta
Après des études secondaires à la Lake Brantley High School de Altamonte Springs (Floride), Jonny Venters est drafté le 3 juin 2003 par les Braves d'Atlanta au trentième tour de sélection. Il repousse d'abord l'offre et commence des études supérieures à l'Indian River State College où il porte les couleurs des Pioneers en 2004.
Venters signe finalement son premier contrat professionnel chez les Braves les 1er juin 2004. 
Il manque la saison 2006 à la suite d'une Opération de type Tommy John subie en 2005.

#### Saison 2010
Venters bataille pour un poste avec les Braves à l'entraînement en 2010, mais est retranché. Quelques jours plus tard, il est rappelé des mineures lorsque Jo-Jo Reyes est inscrit sur la liste des joueurs blessés. Le 17 avril 2010, Venters fait ses débuts dans les majeures en lançant trois manches en relève contre les Rockies du Colorado, durant lesquelles il n'accord qu'un coup sûr et aucun point.
Venters connaît une excellente saison recrue chez les Braves en 2010. Il conserve une superbe moyenne de points mérités de 1,93 en 79 sorties en relève, enregistrant de plus 93 retraits au bâton en seulement 73 manches lancées. Le 8 juin, il est crédité de sa première victoire en carrière dans un match remporté par les Braves contre les Diamondbacks de l'Arizona. Le 3 juin à Los Angeles, il enregistre face aux Dodgers son premier sauvetage dans le baseball majeur. N'évoluant habituellement pas dans le rôle de stoppeur, ce sera son seul de la saison. Venters fait des présences en relève dans les 4 matchs de la Série de divisions que les Braves disputent aux Giants de San Francisco et n'accorde aucun point en 5 manches et un tiers lancées. Une fois la saison terminée, il obtient quelques votes au scrutin déterminant la recrue de l'année dans la Ligue nationale, terminant huitième au scrutin remporté par Buster Posey de San Francisco.

#### Saison 2011
Venters reçoit en juillet 2011 sa première invitation au match des étoiles du baseball majeur. Il est le lanceur qui joue le plus de matchs (85) dans le baseball majeur en 2011. En 88 manches au monticule, sa moyenne de points mérités n'est qu'à 1,84. Il remporte six de ses huit baseball, réussit 96 retraits sur des prises et cinq sauvetages.

#### Saison 2012
En 2012, il joue dans 66 matchs et affiche une moyenne de 3,22 en 58 manches et deux tiers lancées, avec 5 victoires, 4 défaites et 69 retraits sur des prises.

#### Saison 2013
Il n'amorce pas la saison 2013 avec les Braves et subit en mai la seconde opération de type Tommy John de sa carrière. La procédure pour soigner son ligament collatéral ulnaire lui fait rater une entière saison et devrait retarder son entrée dans la saison 2014.
Il rate toute la saison suivante et est libéré de son contrat par les Braves le 21 novembre 2014, après avoir subi en août précédent une 3e opération Tommy John.

### Rays de Tampa Bay
Le 11 mars 2015, Venters signe un contrat des ligues mineures avec les Rays de Tampa Bay.

## Statistiques
| Saison | Équipe            | G   | GS | CG | SHO | V  | D  | SV | IP    | SO  | ERA  |
| ------ | ----------------- | --- | -- | -- | --- | -- | -- | -- | ----- | --- | ---- |
| 2010   | Atlanta           | 79  | 0  | 0  | 0   | 4  | 4  | 1  | 83.0  | 93  | 1,95 |
| 2011   | Atlanta           | 85  | 0  | 0  | 0   | 6  | 2  | 5  | 88.0  | 96  | 1,84 |
| 2012   | Atlanta           | 66  | 0  | 0  | 0   | 5  | 4  | 0  | 58.2  | 69  | 3,22 |
| 2018   | Tampa Bay Atlanta | 50  | 1  | 0  | 0   | 5  | 2  | 3  | 34.1  | 27  | 3,67 |
| Totaux | Totaux            | 280 | 1  | 0  | 0   | 20 | 12 | 9  | 264.0 | 285 | 2,42 |

| Saison | Équipe  | G | GS | CG | SHO | V | D | SV | IP  | SO | ERA  |
| ------ | ------- | - | -- | -- | --- | - | - | -- | --- | -- | ---- |
| 2010   | Atlanta | 4 | 0  | 0  | 0   | 0 | 0 | 0  | 5.1 | 8  | 0,00 |
| 2012   | Atlanta | 1 | 0  | 0  | 0   | 0 | 0 | 0  | 0.2 | 0  | 0,00 |
| 2018   | Atlanta | 2 | 0  | 0  | 0   | 0 | 1 | 0  | 2.0 | 1  | 9,00 |
| Totaux | Totaux  | 7 | 0  | 0  | 0   | 0 | 1 | 0  | 8.0 | 9  | 2,25 |

Note : G = Matches joués ; GS = Matches comme lanceur partant ; CG = Matches complets ; SHO = Blanchissages ; 
V = Victoires ; D = Défaites ; SV = Sauvetages ; IP = Manches lancées ; SO = Retraits sur des prises ; ERA = Moyenne de points mérités.